# Assegno di mantenimento
Nel diritto italiano, l'assegno di mantenimento è una forma di assistenza economica versata, al momento della separazione, obbligatoriamente da uno dei coniugi a favore dell'altro coniuge, qualora quest'ultimo non disponga di redditi propri che gli garantiscano un tenore di vita analogo a quello esistente durante il matrimonio.
L'istituto del mantenimento del coniuge è regolato dall'articolo 156 del Codice civile; il mantenimento è una fattispecie distinta da quella degli alimenti, regolata dall'articolo 433 e seguenti del Codice civile, e dell'assegno di mantenimento dei figli, regolata dall'articolo 337 ter del Codice civile. 

## Disposizioni
Come dispone il Codice civile, «il giudice, pronunziando la separazione, stabilisce a vantaggio del coniuge cui non sia addebitabile la separazione il diritto di ricevere dall'altro coniuge quanto è necessario al suo mantenimento, qualora egli non abbia adeguati redditi propri». L'ammontare della cifra versata con l'assegno di mantenimento è determinato dal giudice tenendo conto, da un lato, delle circostanze e dei redditi del coniuge obbligato al versamento e, dall'altro lato, della mancanza di adeguati redditi propri del coniuge che riceve l'assegno, commisurata rispetto al tenore di vita goduto durante la precedente coabitazione. Fondamento dell'obbligo al mantenimento è l'esistenza, al momento della separazione, di una disparità economica tra i due coniugi tale da impedire a uno di essi di mantenere, tramite i suoi redditi personali, lo stesso tenore di vita di cui godeva durante il matrimonio: lo scopo dell'assegno è di scongiurare quindi un peggioramento della situazione economica personale di uno dei coniugi causata dall'avvenuta separazione, ed evitare che un coniuge decida di proseguire una convivenza divenuta intollerabile per la sola paura di andare incontro a un peggioramento del suo tenore di vita.
Vi è una vasta giurisprudenza in merito ai parametri adottati dal giudice per determinare l'ammontare dell'assegno. Il "tenore di vita matrimoniale" viene determinato con riguardo alle potenzialità economiche complessive dei coniugi durante il matrimonio, e tenendo conto anche degli incrementi di reddito avvenuti durante il giudizio di separazione o successivamente alla separazione stessa; il giudice, nello stabilire la cifra dell'assegno, deve inoltre tenere conto di tutte le circostanze esistenti di fatto purché apprezzabili in termini economici, anche se diverse dal mero reddito dell'obbligato (ad esempio, la titolarità di beni mobili o immobili, il godimento della casa familiare concesso in favore del coniuge destinatario dell'assegno, la scelta del coniuge obbligato di cessare l'attività professionale). La prova della condizione economica dei coniugi può essere data con qualsiasi mezzo; in caso di contestazione, il giudice può disporre indagini sui redditi, sui patrimoni e sull'effettivo tenore di vita dei coniugi separati anche servendosi della polizia tributaria.
Per ottenere l'assegno di mantenimento il coniuge che ne ha diritto deve proporre apposita domanda giudiziale; il coniuge che ha diritto all'assegno può rinunciare a esso, ma conserva la possibilità di richiederlo successivamente qualora si verifichino variazioni della sua situazione economica. In qualsiasi momento, qualora sopravvengano giustificati motivi il giudice, su istanza di una delle parti, può disporre la revoca o la modifica dell'assegno già concesso. Il mantenimento viene di solito stabilito in una somma da pagare mensilmente, ma il giudice può optare anche per soluzioni diverse tenendo conto delle circostanze; al momento della pronuncia della sentenza di divorzio tra i coniugi, il giudice può disporre il pagamento di una somma una tantum volta a saldare in un'unica soluzione l'assegno di mantenimento dovuto, escludendo la possibilità di richiederlo in futuro anche in caso di modifica delle circostanze.
Il coniuge cui sia addebitata la separazione non ha diritto a ricevere l'assegno di mantenimento; la concessione o meno di quest'ultimo, tuttavia, non pregiudica l'obbligo di corrispondere gli alimenti come da articolo 433 e seguenti del Codice civile, che sono quindi riconosciuti anche al coniuge separato con addebito qualora versi in stato di bisogno.
L'assegno di mantenimento del coniuge separato è deducibile dal reddito imponibile (per chi lo paga); l'assegno è reddito imponibile per chi lo percepisce.
La sentenza 35385/2023 ha affermato che, nella determinazione dell'assegno di mantenimento, si dovrà prendere in considerazione anche il periodo di convivenza prematrimoniale "avente i connotati di stabilità e continuità", in particolare per le opportunità perse nella propria vita professionale. Le Sezioni Unite hanno stabilito che tale principio si applica anche alle unioni civili di coppie omosessuali, anche prima dell'entrata in vigore della Legge Cirinnà.